# 飞龙型内燃机车
飞龙型内燃机车，曾被称为NY2型内燃机车、东方红2型内燃机车，是中国铁路使用的内燃机车車型之一，也是中国第一代液力传动内燃机车的实验性车型之一。飞龙型内燃机车是由大连机车车辆厂与大连热力机车研究所联合设计，于1961年由大连机车车辆厂试制成功的2000马力液力传动干线货运机车，对液力传动装置经过较长时间的试验和调整后，于1966年10月正式投入运用试验。该型机车仅试制一台，并未投入批量生产。

## 发展历史

### 开发背景
1950年代，中国开始踏上铁路牵引动力内燃化和发展国产内燃机车的道路。1958年起，在大跃进运动形势的推动下，铁道部各主要机车制造和修理工厂纷纷掀起“争取生产内燃机车”的热潮。大连机车车辆厂仿照苏联的TE3型柴油机车，试制了采用2Д100型中速柴油机和电力传动装置的巨龙型柴油机车。青岛四方机车车辆厂则试制了采用12V175Z型高速柴油机和液力传动装置的卫星型柴油机车。在卫星型柴油机车的试制和试验过程中，发现虽然液力传动系统的可靠性较为令人满意，但高速柴油机却因制造工艺原因而经常出现问题，成为阻碍液力传动柴油机车发展的一个技术瓶颈。
1959年，根据铁道部1960年科学技术发展计划，大连机车车辆厂与大连热力机车研究所合作，决定利用巨龙型柴油机车上比较成熟的2Д100型中速柴油机，匹配大连热力机车研究所设计的液力传动系统，开始研制单节2000马力的飞龙型柴油机车，车型代号NY2，其中“N”代表内燃机车、“Y”代表液力传动、“2”代表第二种型号。

### 研制过程
1960年4月，大连机车车辆厂与大连热力机车研究所合作完成了飞龙型柴油机车和液力传动装置的设计工作，并在大连所内建造了2000马力液力传动全功率试验台。飞龙型柴油机车的核心技术是基于DR40A型起动变扭器和DR74V型运转变扭器的液力传动装置，这两种液力变扭器都是由大连热力机车研究所按类比法设计的。1959年1月至1960年4月，大连热力机车研究所参考奥地利福伊特T26型液力传动装置（用于奥地利联邦铁路5046型、5145型柴油动车组），完成了DR74V型单级运转液力变扭器的设计试制工作。1961年11月至1963年3月，又自行研制出DR40A型单级起动液力变扭器，设计原型参考自西德AEG液力传动装置。
1961年初，飞龙型柴油机车的第一套液力传动装置试制完成，但由于液力传动箱在性能和结构上都存在问题，因而大连热力机车研究所在液力传动全功率试验台上，对这台机车的液力传动装置进行了较长时间的调整和试验，特别是改进了起动变扭器和自动换档系统。1965年2月至3月，液力传动装置在大连所的全功率试验台上，进行了126小时53分钟的负载试验，并改用了刚成功研制的DR40A型起动变扭器。试验结果显示， 该传动装置的实际输入功率已达1510马力，传动装置效率达79.2%，起动变扭器效率达84.0%，运转变扭器效率达84.4%。1965年5月，根据铁道部工厂管理总局的指示，这台液力传动装置被批准安装到飞龙型机车上。同时，飞龙型机车改装大连机车车辆厂制造的10L207E型柴油机，以代替苏联进口的2Д100型柴油机。1965年11月至12月，飞龙型0001号机车在大连所的机车定置试验台上进行了牵引热工试验，这也是中国首次的内燃机车定置试验。1966年8月，文化大革命开始后多种铁路机车都改取富有“革命”气息的名称，电力传动柴油机车系列以“东风”命名，液力传动柴油机车系列则以“东方红”命名，例如巨龙型柴油机车更名为东风型，卫星型柴油机车更名为东方红1型，而飞龙型机车则更名为东方红2型。

### 运用试验
1966年10月6日，东方红2型0001号机车经铁道部批准出厂，并正式配属北京铁路局北京内燃机务段投入运用试验，10月12日起担当京山铁路北京至天津间的旅客列车牵引任务。经过一段时间试用，北京内燃机务段反映该型机车牵引性能优于同等功率水平的东风型机车。虽然当时液力变扭器的效率相对较低，但由于机车拥有较好的恒功率特性，加上其重量比东风型机车轻30吨，机车运行阻力较小，所以高速运行时车钩牵引力比东风型机车大。当牵引相同编组、相同重量的旅客列车时，在平直道上的均衡速度比东风型机车高8～10公里/小时。1967年1月，机车返厂整修并作进一步改进，于1969年9月再次投入使用，但不久之后又因故障回厂修理。此后，这台机车就留在大连机车车辆厂内作为调车机车使用，直到1974年停运报废。虽然飞龙型机车在运用过程中获得不错的评价，北京内燃机务段亦希望该型机车能够投产，但因受到文革时期对科研工作的冲击，该型机车最终未能投入批量生产。1966年初，大连厂和大连所根据铁道部制定的科技规划，计划对飞龙型机车及其液力传动装置进行全面改良，至同年8月底完成飞龙型0002号机车的设计，但之后在“一月风暴”推动的夺权运动影响下，工厂的正常生产和科研工作受到严重破坏，最终使飞龙型0002号机车的试制中途夭折。
飞龙型柴油机车最主要的问题在于它的传动轴系统，由于液力传动箱的安装位置偏向前端转向架，因此通往后端转向架的万向轴有将近三米长度，运用证明这样过长的传动轴和万向轴系统不甚可靠，并曾经导致了一起几乎导致车毁人亡的严重事故。根据当时在北京内燃机务段任钳工的张启云的回忆，1960年代末某年12月，飞龙型柴油机车被安排在午夜于京山铁路北京至廊坊区间进行单机正线运行试验，由于廊坊站没有转盘或三角线之类供机车掉头的设备，考虑到回程时的安全飞龙型机车以倒行方式即车尾作为前端从北京站开出。当时实验人员均集中在驾驶室里，而张启云则负责检查变矩器的工作情况。试验开始后约四十分钟，正当张启云在机械间观察变扭器时，一道刺眼的闪光伴随一声巨响在车底下炸开，张启云立刻跑回驾驶室报告情况，司机施行紧急制动后却发现机车总风缸风压为零，接着柴油机突然停机且滑油压力表亦显示油压为零，实验人员尝试转动手制动机迫使机车停车亦不果，失去控制的飞龙号以每小时60～70公里的时速行驶在京山铁路，所幸飞龙号最终依靠行驶阻力在距离万庄站进站信号机前约300～400米处终于停了下来。实验人员下车后发现原本连接液力传动箱和后端转向架中间齿轮箱的万向轴已经断开，万向轴剩下两米长的部分卡在转向架的构架上，一米长的断轴则在发生巨响时掉落在轨道上，万向轴断裂时顺带击穿了制动风缸，又打穿了燃油管路和柴油机机油底壳，而手制动机的机械传动机构亦被损坏。
尽管如此，飞龙型柴油机车的设计和试验过程的宝贵经验，为中国以后研制大功率液力传动柴油机车发挥了先导作用。其液力传动装置的设计功率达到2000马力，已经追上了与当时联邦德国福伊特、迈巴赫公司液力传动产品相当的功率水平，而DR40A型起动变扭器、DR74V型运转变扭器的各种变型，后来亦被应用到东方红1型、东方红2型、北京型等国产液力传动柴油机车。除此之外，飞龙型机车证明了中速柴油机完全可以和液力传动配套使用，不必拘泥于功率重量比较高的高速柴油机，并为后来采用12V240Z型柴油机的北京型柴油机车打下了基础。

## 技术特点

### 总体布置
飞龙型柴油机车是干线货运用的液力传动柴油机车，除了液力传动装置和转向架外，大部分零部件均采用东风型机车的成熟结构。车体外形和结构与东风型机车大致相同，采用单司机室的非承载式结构棚式车体。车体底架由两根工字钢和钢板焊接而成，两端设有车钩缓冲器和13号下作用式自动车钩。机车车体由司机室、动力室，冷却室三部分组成。司机室前端设有两扇前窗，在运行方向的左侧设有司机操纵台，而右侧设有副司机座席及工具箱。动力室内装有一套动力传动装置，包括一台柴油机及一台液力传动装置，以及机油系统和燃油系统的配套部件，车体侧墙上装有油浴式空气滤清器。机车尾部的冷却室设有油水冷却系统，用来冷却柴油机冷却水、机油热交换器循环水、液力传动装置工作油，冷却室顶部装有一个直径1.8米的冷却风扇，该冷却风扇采用直接机械传动。在车体下方两台二轴转向架之间，吊挂着一个可载3500公斤柴油的燃油箱。

### 柴油机
飞龙型机车最初装用苏联进口的2Д100型柴油机，至1965年换装国产的10L207E型柴油机。这是一款二冲程、10气缸、直立式、无增压、对置活塞、直接喷射的中速柴油机，每个气缸中有两个上、下对置的活塞，上、下两根曲轴通过垂直传动装置连结在一起，并由下曲轴通过半刚性联轴节输出功率；该型柴油机采用钢板焊成的箱形结构机体、合金铸铁湿式气缸套、球墨铸铁曲轴、铸铁油冷活塞、锻钢连杆及凸轮轴。气缸直径为207毫米，活塞行程为2×254毫米，额定转速为每分钟850转，标定功率为2,000马力（1,470千瓦），单位燃油消耗率为175克/有效马力·小时，柴油机净重为19,400公斤。

### 传动系统
飞龙型机车是采用单机组的液力传动柴油机车，由一套动力传动机组同时驱动两台转向架，液力传动系统主要包括液力传动箱、车轴齿轮箱、万向轴、传动轴等部件。柴油机发出的功率由输出端通过万向轴和弹性联轴节传递到液力传动箱，再从液力变速箱下部两端的输出法兰，以万向轴和传动轴传给前后转向架上的车轴齿轮箱，从而驱动轮对。由于飞龙型机车所使用的柴油机长度尺寸较大，液力传动箱的位置只能偏向司机室一端、安装在前转向架上方，以致通往后转向架的万向轴特别长。
飞龙型机车采用类似于福伊特的多循环圆液力传动装置，但当时福伊特液力传动箱的液力元件都是安装在同一根轴上。为了缩短液力传动箱的纵向长度，大连机车车辆工厂和大连热力机车研究所在设计传动箱时，创造性地将三个变矩器由传统的同轴布置改为分别布置在两根主动轴上。巧合的是，几年之后面世的日本国铁DD51型柴油机车所装用的DW2A型液力传动箱也采用了相同结构。液力传动箱的主体部分由六根传动轴和三个单级液力变扭器组成，包括一个DR40A型起动变扭器、两个DR74V型运转变扭器。三个变扭器分别对应三档运行速度，其中起动变扭器适用于机车起动和低速工况，而运转变扭器适用于机车中高速运转工况。第一主动轴装有第一、二变扭器，第二主动轴装有第三变扭器，以缩短输入轴与输出轴的距离。来自柴油机的动力从第一轴输入传动箱，当第一变扭器或第二变扭器工作时，经过第一主动轴上的增速齿轮对带动泵轮轴转动，通过变扭器泵轮将机械能变为液体能，然后经过涡轮又将液体能变为机械能，并经齿轮对传到第三轴；当第三变扭器工作时，动力则经第二主动轴上的齿轮对，带动变扭器和齿轮对传到第三轴。
为了使液力变扭器始终在高效率范围内工作，传动装置不论在全负荷或部分负荷工作时，都按一定的变扭器涡轮和泵轮的转速比进行换档，因此三个变扭器的运转状态是根据运行速度和柴油机输出功率决定，并依靠变扭器的充排油过程来自动完成换档并交替工作。每一工况下只有一个变扭器充油工作，其他两个为排空状态。变扭器充排油是由控制系统按规定的运行速度自动完成，也可以由司机拨动换档手柄以半自动方式完成。由于变扭器之间的充排油是同时进行的，在此过程中牵引力不会发生中断。试验证明换档时一般都能保持原牵引力的70～80%，换档时间一般为3～5秒，换档速度误差不超过3%。

## 参看
- 东风型柴油机车
- 卫星型柴油机车
- 红星型柴油机车
- 建设型柴油机车
- 先行型柴油机车
- 北京型柴油机车